# Джон Хенинг Спик
Джон Хенинг Спик (на английски: John Hanning Speke) е английски офицер от британската армия в Индия, изследовател на Африка, откривател на езерото Виктория и изворите на река Нил.

## Произход и младежки години (1827 – 1854)
Роден е на 4 май 1827 година в имението Орлей Корт, енория Бъдленд Брюър, близо до Байдфорд, графство Девън, Югозападна Англия. През 1844, едва 17-годишен, постъпва в британската армия и е изпратен в Индия, където взема участие в Първата англо-сикхска война. Впоследствие извършва топографски измервания в Хималаите и Тибет.

## Експедиционна дейност (1854 – 1863)

### Експедиция в Сомалия (1854)
През 1854 участва в експедицията на Ричард Френсис Бъртън като изследва северното крайбрежие на Сомалия. През цялото време експедицията е преследвана от неудачи. В резултат от нападения на местни племена и двамата са сериозно ранени, но успяват да се спасят. Спик се връща в Англия, излекува се и участва в Кримската война.

### Експедиция в Източна Африка (1857 – 1858)
През 1856 г., след като напуска армията в Крим, Спик отново се записва за участие в нова експедиция на Ричард Френсис Бъртън, като целта на експедицията е откриването на „Големите езера“ във вътрешността и изворите на Нил. И тази експедиция, както и първата, е съпроводена от непрекъснати неудачи. Участниците страдат от тропически заболявания. Спик временно оглушава, след като в ухото му влиза бръмбар и трябва да се вади хирургически, а впоследствие и временно ослепява.
На 13 февруари 1858 г. двамата достигат до езерото Танганика, където през март 1858 Спик самостоятелно изследва част от източния бряг на езерото на юг от Уджиджи. Пресича езерото и пребивава на западния му бряг. През май двамата пътешественици се завръщат в Табора, където Бъртън заболява сериозно.
В началото на юли 1858 г. Спик с малък отряд тръгва самостоятелно от Табора на север, на 30 юли достига до най-южния залив на езерото Виктория, а на 3 август открива и самото езеро (68 хил. км2). Според сведенията събрани от Спик от местните жители той предполага, че именно езерото дава началото на Нил, с което Бъртън не се съгласява. На 3 февруари 1859 експедицията се завръща на брега на Индийския океан.
По време на прибирането си към Англия Бъртън се задържа в Аден, а Спик директно се отправя за Лондон, където пристига на 8 май 1859 и обявява на обществеността (в т.ч. и на Кралското географско дружество) за откриването на извора на Нил. Когато на 21 май и Бъртън се прибира в Англия и научава за изявленията на Спик между тях започва кавга, поради това че предварителните им договорки били да представят откритието си съвместно пред Кралското географско дружество. Впоследствие конфликтът помежду им се задълбочава, когато Спик е назначен за ръководител на нова експедиция към изворите на Нил, а Бъртън не е поканен за участие.

### Откриване изворите на Нил (1860 – 1863)
Веднага след изслушването на докладите на двамата пътешественици Кралското географско дружество започва организация за нова източноафриканска експедиция, която била длъжна да достигне нилските извори от Занзибар и се спусне по Нил, като по този начин да се направи връзка с маршрутите на изследователите, изкачващи се по реката от север. На Джон Петрик, назначен за британски консул в Хартум, е заповядано да организира експедиция от север, нагоре по течението на Нил, която да достави в Гондокоро необходимите припаси и кораби за посрещането на експедицията на Спик от юг.
През август 1860 експедицията пристига в Занзибар, на 2 октомври Спик, заедно с Джеймс Огъстъс Грант (1827 – 1892), с голям керван тръгва от Багамойо (в Източна Танзания) на запад и през януари 1861 достига до Табора. Оттам продължава на север-северозапад и през ноември достига областта Карагве на югозапад от езерото Виктория. На 3 декември 1861 г. открива река Кагера (420 км), вливаща се от запад в езерото, след което продължава на север, североизток и изток и на 19 февруари 1862 г. достига до Кампала, столица на тогавашната държава Буганда (днес Уганда). Там двамата пътешественици прекарват близо половин години, гостувайки на местния „крал“ Мтеса.
На 7 юли 1862 експедицията продължава пътя си на север, като двамата за малко се разделят: Грант с част от кервана продължава на северозапад към съседната страна Буньоре, а Спик завива на изток и на 28 юли открива мястото от където река Виктория-Нил изтича от езерото Виктория. На 9 септември англичаните достигат до резиденцията на владетеля на Буньоро, разположена на откритото от тях устие на река Кафу (1°39′ с. ш. 32°06′ и. д. / 1.65° с. ш. 32.1° и. д.), ляв приток на Виктория-Нил. Оттам двамата се спускат по Виктория-Нил до праговете Карума (2°15′ с. ш. 32°15′ и. д. / 2.25° с. ш. 32.25° и. д.) при завоя ѝ на запад и на 15 февруари 1863 достигат до Гондокоро (Джуба). В Гондокоро Спик се среща с експедицията на Самюъл Уайт Бейкър, който също е тръгнал към изворите на Нил и Спик го осведомява за своите открития. Оттам се спуска по Нил с осигурените от Джон Петрик кораби и от Александрия изпраща телеграма до Лондон с текст „The Nile is setlett“ („С Нил всичко е наред“). През юни 1863 г. двамата пътешественици вече са в Англия.
Научните резултати от експедицията на Спик и Грант се изразяват преди всичко в достатъчно точната топографска снимка на маршрута им, съпроводена с астрономическото определяне на координатите на всички основни точки (104 определяния на географска ширина и 20 – на географска дължина). Голямо значение за следващите картографски издания има установяването на точното местоположение не само на тези пунктове, в които Спик и Гран пребивават първи, но и тези, които са посещавани по-рано от много други пътешественици (така например по време на прибирането си от Гондокоро до Александрия Спик установява, че устието на река Собат е разположено на цял градус на изток и на половин градус на север, в сравнение с изображението му в предишните карти). Немалък интерес представляват доставените от експедицията етнографски материали, обширни хербарии и данните от проведените метеорологични наблюдения. Най-важния резултат обаче, е този, че е разрешен многовековния спор за нилските извори. На издадената от него впоследствие карта, макар и схематично, но всъщност напълно правилно са показани основните звена от хидрографската система на Нил: река Кагера, езерото Виктория, река Виктория-Нил, езерото Алберт и, накрая, изтичащата от него река Бели Нил.

## Полемики около изворите на Нил
Въпреки всички твърдения на Спик, че изворите на Нил са установени, въпросът не е решен. Бъртън и редица други изследователи се отнасят скептично към откритията на Спик, а последния в яростта си обвинява своя бивш другар в нетрадиционна ориентация. На 18 септември 1864 в град Бат са насрочени специални дебати между двамата изследователи.
Сутринта в деня на дебатите, става ясно, че Джон Спик е умрял от огнестрелна рана по време на лов на 15 септември 1864 година. Остава неизвестно дали това е нещастен случай, убийство или самоубийство.

## Памет
Неговото име носят:
- връх Спик (0°24′ с. ш. 29°54′ и. д. / 0.4° с. ш. 29.9° и. д., 4890 м), в планината Рувензори, Уганда;
- залив Спик (2°17′ ю. ш. 33°33′ и. д. / 2.283333° ю. ш. 33.55° и. д.), в югоизточната част на езерото Виктория, Танзания.

## Съчинения
- „Journal of the discovery of the sourse of the Nile“, Edinburgh-London, 1863;
- „What led to the discovery of the sourse of the Nile“, Edinburgh, 1864.